# Surefire
SureFire LLC ist ein kalifornischer Hersteller von Taschenlampen. Hauptkunden sind die Polizei und das Militär.

## Produktmerkmale
Da die Surefire-Lampen weniger für den massenhaften Privatgebrauch, sondern vorrangig für den professionellen Einsatz bei Polizei, Militär und Spezialeinheiten gebaut werden, unterscheiden sie sich in ihrer Qualität und Leistungsfähigkeit erheblich von herkömmlichen Taschenlampen. Dies schlägt sich auch im Preis nieder. Da die meisten Surefire-Modelle mit den relativ teuren CR-123A-Lithium-Batterien – die viel Leistung in einem geringen Volumen ermöglichen – betrieben werden, liegen auch die laufenden Kosten ganz erheblich über denen vergleichbarer Modelle mit Standard-Batterien. Diese Betriebskosten lassen sich durch den Einsatz wiederaufladbarer Akkus reduzieren.
Neben den bislang existierenden Waffenlampen, die über Adapter an der Waffe oder den dafür vorgesehenen RIS-Schienen montiert werden, gibt es jetzt auch Modelle in Form eines Frontgriffes. Leuchteinheiten, die zum Gebrauch an einer Waffe bestimmt sind, stellen verbotene Gegenstände im Sinne des deutschen Waffengesetzes dar.

### Gehäuse
Eine typische Surefire-Lampe besteht aus CNC-gefrästem Aluminium mit eloxierter Oberfläche, die Linse wird aus hochtemperaturbeständigem Pyrex-Glas hergestellt. Außerdem gibt es auch Modellreihen, die aus Nitrolon hergestellt werden. Diese sind bei extrem niedrigen Temperaturen angenehmer anzufassen.

### Leuchtmittel

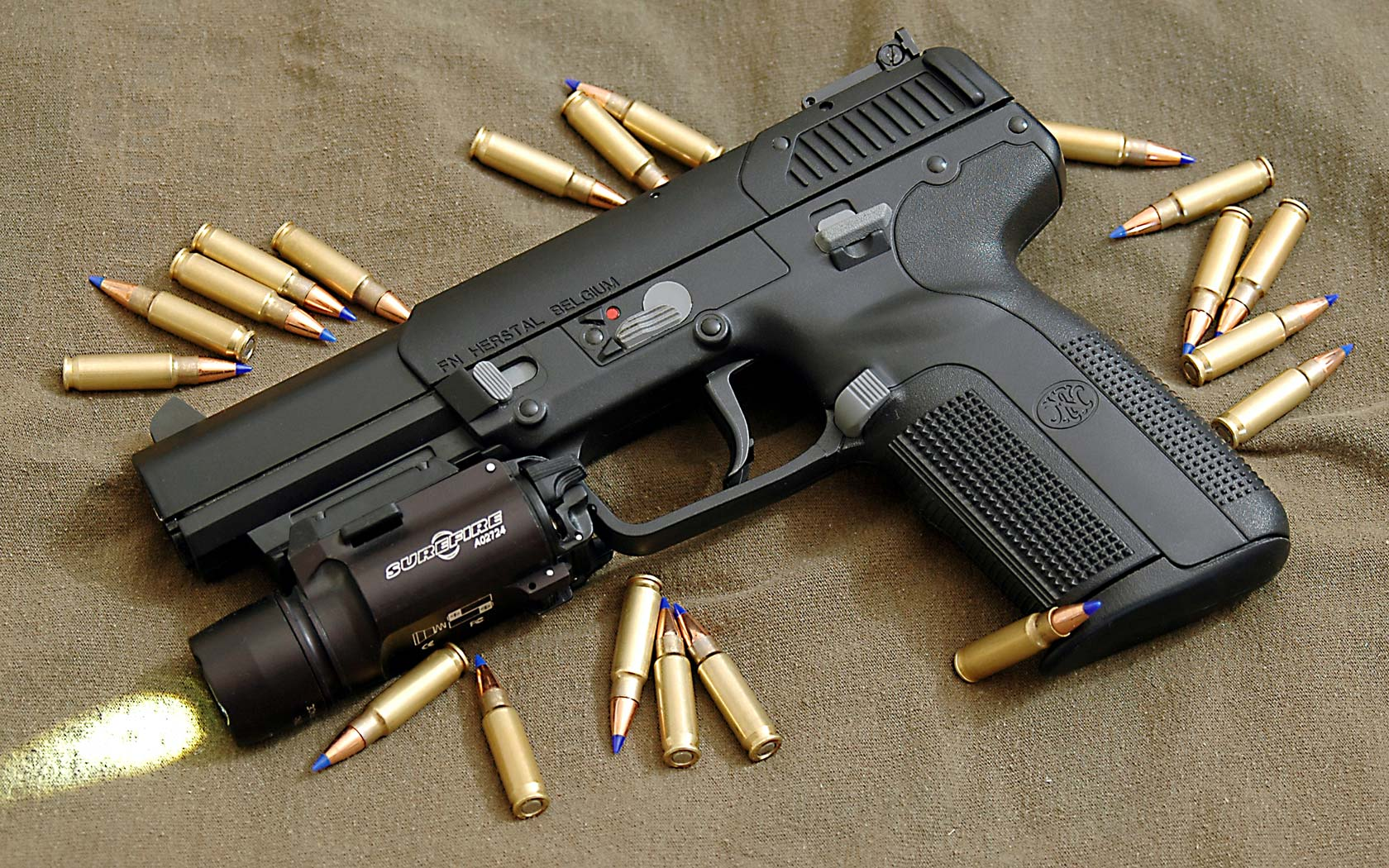
Das Modell Surefire X200a, angebracht an einer FN Five-seveN

Leuchtmittel und Reflektor bilden eine aufeinander abgestimmte, vorfokussierte Einheit, die beim Ausfall komplett ersetzt wird. Die dadurch möglichen engeren Fertigungstoleranzen tragen in erheblichem Ausmaß zu der hohen Lichtausbeute der Lampen bei. Es kommen sowohl spezielle Glühbirnen (mit einer Gasmischung), LEDs und Xenon-Leuchtmittel (Gasentladungstechnik) zum Einsatz. Einzelne Modelle verfügen über eine umschaltbare Kombination aus LEDs („Orientierungslicht“) und Xenon („Einsatz- beziehungsweise Kampflicht“). Darüber hinaus sind Modelle verfügbar, die an Schusswaffen montiert werden können. Voraussetzung dafür ist neben der speziell angepassten Gehäuseform vor allem eine stoßgeschützte Leuchtmitteleinheit, welche die erheblichen Erschütterungen beim Abfeuern eines Schusses verkraftet.